# Діхтяренко Григорій Юхимович
Григорій Юхимович Діхтяренко (нар. 9 січня 1950, село Вільшанка, тепер Уманського району Черкаської області) — український діяч, письменник, 1-й секретар Черкаського обкому ЛКСМУ, заступник голови правління господарства «Україна» Золотоніського району Черкаської області, начальник відділу управління НБУ в Черкаській області. Член Національної спілки письменників України (з 1997). Народний депутат України 2-го скликання. 

## Біографія
Народився в багатодітній родині сільського вчителя.
У 1969 році закінчив Звенигородський сільськогосподарський технікум Черкаської області.
Працював агрономом колгоспу імені ХХІІ з'їзду КПРС Чорнобаївського району Черкаської області. Член КПРС.
У 1975 році закінчив Уманський сільськогосподарський інститут Черкаської області, вчений агроном.
З 1978 року — на відповідальній комсомольській роботі.
У 1979 — 12 січня 1985 року — 1-й секретар Черкаського обласного комітету ЛКСМУ.
У 1985—1986 роках — голова виконавчого комітету Драбівської районної ради народних депутатів Черкаської області.
У липні 1986 — червні 1990 року — 1-й секретар Золотоніського районного комітету КПУ Черкаської області.
У 1988 році закінчив заочно Вищу партійну школу при ЦК КПУ.
У червні 1990 — 1994 року — заступник голови правління колективно-дольового господарства «Україна» Золотоніського району Черкаської області.
Народний депутат України 2-го демократичного скликання з .07.1994 (2-й тур) до .04.1998, Золотоніський виборчий округ № 420, Черкаська область. Член Комітету з питань фінансів і банківської діяльності. Член фракції «Відродження та розвиток агропромислового комплексу України» (до цього член групи «Аграрники України»).
З 1999 року — начальник відділу економічної роботи і грошово-кредитних відносин управління Національного банку України (НБУ) в Черкаській області.
Має двох доньок і чотирьох внуків.

## Творчість
Друкувався від 1967 року. Член Національної спілки письменників України (з 1997).
Автор збірок поезій «Благословляється на світ» (1993), «Віднаходжу свій день» (1995), «Душа у слова на сторожі» (1996), «Розбуджені вітри» (1998), «Скиба» (2000), «Виміри» (2002), «Колесо» (2003), «Брость» (2005; усі — Черкаси).

## Нагороди та відзнаки
- орден «За заслуги» III ступеня
- «Почесний знак ВЛКСМ» (1985)
- лауреат Всеукраїнської літературної премії імені Василя Симоненка 2024 року в номінації «За кращий художній твір» за книгу «Кросна»[1].